# Anthony Barber
Anthony Perrinott Lysberg Barber, Baron Barber (Kingston upon Hull, Engeland, 4 juli 1920 – Ipswich, Engeland, 16 december 2005) was een Brits politicus van de Conservative Party.
Barber studeerde aan de Universiteit van Oxford. Hij werd in 1970 na de vroege dood van Iain Macleod door Edward Heath benoemd tot minister van Financiën. Hij bleef dit tot 1974 en maakte dus de financiële turbulentie van de vroege jaren zeventig mee. Nadat hij zich terugtrok uit de actieve politiek was hij van 1974 tot 1987 directievoorzitter van de Standard Chartered Bank.
- Library of Congress Control Number: nb97044176
- Virtual International Authority File: 9336239
- WorldCat: E39PBJppyPWYCdQHHQ4HXQ6HYP